# Cyprien Kyamusoke Bamusulanga Nta-Bote
Cyprien Kyamusoke Bamusulanga Nta-Bote est un homme politique de la République démocratique du Congo. Il est ministre des Postes, Téléphones et Télécommunications dans les deux gouvernements Gizenga I et Gizenga II, de février 2007 à octobre 2008. Il est membre du PPRD.
Secrétaire exécutif chargé de la mobilisation des masses et associations socio- culturelles; secrétaire général du conseil économique et social...